# Asociación Eslovena de Profesores de Español
La Asociación Eslovena de Profesores de Español (en esloveno: Slovensko društvo učiteljev španščine), es una organización profesional, fundada el 2010 en Liubliana, Eslovenia. 
El objetivo principal es formar a profesores profesionales para la enseñanza de la lengua española en Eslovenia. Gracias a la Cooperación Española a través de la Embajada de España en Liubliana, colaboró con la Asociación eslovena de los profesores de español, en diversas actividades encaminadas para fomentar el castellano o español en el país. Se trató de un concurso nacional de conocimientos de lengua y cultura española e hispanoamericanas para los estudiantes de institutos eslovenos como "Dilo en español" y en el "V Festival Español de Chicos".
La favorable situación actual de que goza la enseñanza del español en Eslovenia, no es algo surgido de la nada, se trata de la culminación de un recorrido en la que se pudo iniciar en las primeras traducciones literarias del español al esloveno de Stanko Leben durante la década de los años treinta. Así como en los primeros cursos de español de la Universidad de Liubliana a cargo del mismo Leben a principios de la década del cincuenta.
El Instituto Cervantes en Liubliana, sus aula ofrece una sala de lectura y una biblioteca que comprende un fondo bibliográfico de español e hispanoamericano, material para la enseñanza y el aprendizaje del español y una sección de películas, cortometrajes y documentales. Además, existe una sala multimedia con ordenadores y conexión a Internet a disposición de los usuarios.